# Rua das Carmelitas
A Rua das Carmelitas é um arruamento na freguesia da Vitória da cidade do Porto, em Portugal.

## Origem do nome
O nome da rua é uma recordação do Convento de São José e de Santa Teresa das Carmelitas Descalças que, no século XVIII existia no local.

## História
A zona atualmente ocupada pelo bairro das Carmelitas era conhecida até ao século XVIII como Campo da Via Sacra ou do Calvário Velho. Foi aqui que, em 1704, o bispo do Porto D. Frei José de Santa Maria de Saldanha fundou o Convento de São José e de Santa Teresa de Carmelitas Descalças.
Não resta hoje qualquer vestígio da igreja nem da casa conventual, a não ser nas designações de dois arruamentos: Rua das Carmelitas e Rua de Santa Teresa.
A planta redonda de George Balck (1813) mostra a rua já com a denominação atual. Mas em 1839, na planta de Costa Lima, surge como Rua do Anjo, registando-se também uma Travessa das Carmelitas que corresponde aproximadamente à atual Rua do Conde de Vizela.